# Vlasenica
Vlasenica (in cirillico serbo Власеница) è un comune della Bosnia ed Erzegovina situato nella Repubblica Serba con 12.349 abitanti al censimento 2013.